# NGC 1181
NGC 1181 est une galaxie spirale relativement éloignée et située dans la constellation de l'Éridan. NGC 1181 a été découverte par l'astronome américain Francis Leavenworth en 1885.

## Caractéristiques
Sa vitesse par rapport au fond diffus cosmologique est de 9 242 ± 47 km/s, ce qui correspond à une distance de Hubble de 136,3 ± 9,6 Mpc (∼445 millions d'al).
À ce jour, une mesure non basée sur le décalage vers le rouge (redshift) donne une distance d'environ 92,400 Mpc (∼301 millions d'al). Cette valeur est à l'extérieur des valeurs de la distance de Hubble.

### Paire de galaxies en interaction?
NGC 1181 et NGC 1180 sont à la même distance de nous et occupent la même région du ciel. Ce sont probablement deux galaxies en interaction gravitationnelle, mais ce fait n'est mentionnée dans aucune des sources consultées.